# Código Q de señales

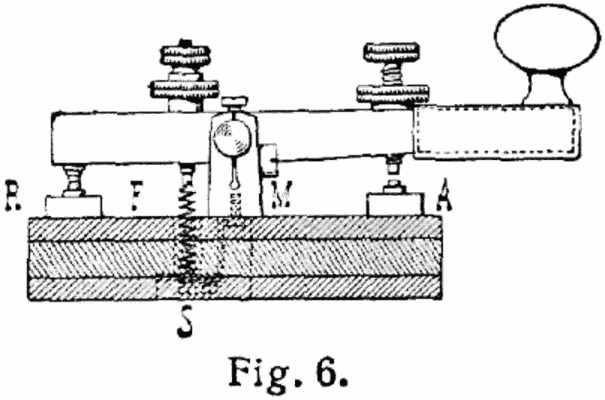
Sistema de telégrafos y radiocomunicaciones antiguo.

El código Q es un código de señales de tres letras utilizado en radiocomunicaciones.

## Historia de los códigos 'Q'
Los primeros códigos Q fueron creados hacia 1909 por el gobierno británico como una lista de abreviaturas (...) preparada para el uso de barcos británicos y estaciones costeras autorizadas por las autoridades. 
El código Q fue rápidamente adoptado, porque permitía facilitar las comunicaciones, ya que en esa época permitía la comprensión entre operadores de barcos de distintas nacionalidades (y por ende, que hablaban distintas lenguas). Como en esa época se usaba el código Morse, era mucho más simple y rápido para los radiotelegrafistas transmitir tres letras que todo un mensaje. Luego, al estar tan arraigado el significado, se continuó utilizando en la radiotelefonía.
Treinta y cinco códigos aparecieron en la primera Lista de Abreviaturas para ser usado en comunicaciones por radio, las cuales fueron incluidas en la Tercera Convención Internacional de Radiotelegrafía. Esta conferencia tuvo lugar en Londres y fue firmada el 5 de julio de 1912. Entró en vigor el 1 de julio de 1913.
Sus ventajas eran:
- Aceleración de las transmisiones: las preguntas más usuales se resumían a la transmisión de tres letras
- Independencia respecto del idioma: el mismo código era comprendido por todos los operadores independientemente de su idioma materno.
- Mejora de la seguridad: la semántica era clara y precisa.

Luego de hacer sus pruebas en las radiocomunicaciones marítimas, el código Q fue adoptado por la aeronavegación y por los radioaficionados; quienes siguen usándolo en la actualidad. En aeronáutica ha caído en desuso, excepto algunos códigos muy precisos:

## Códigos Q
Según la forma, los códigos Q son afirmativos o interrogativos y se utilizan en telegrafía y en telefonía (aunque en realidad deberían reservarse para su uso en telegrafía, ya que no tiene sentido usar abreviaturas en fonía). 
Todos los códigos tienen exactamente tres letras; la primera es siempre la letra Q, que viene de question (pregunta, en francés e inglés). Para evitar confusiones, la letra Q nunca se usa como primera letra del sufijo en un indicativo. (Ej: EA2QAA no se usaría)
Los códigos en el rango QAA-QNZ están reservados para el servicio aeronáutico; los del rango QOA-QOZ para el servicio marítimo, y los del rango QRA-QUZ para todos los servicios.
| Código | Forma afirmativa                                       | Forma interrogativa                                           | Ejemplo                                                                   |
| ------ | ------------------------------------------------------ | ------------------------------------------------------------- | ------------------------------------------------------------------------- |
| QRA    | Mi barco (o estación) se llama...) Mi indicativo es:   | ¿Cómo se llama su barco (o estación)? ¿Cuál es su indicativo? | Mi QRA es (Indicativo de radioaficionado)                                 |
| QAP    | Estoy atento o en frecuencia                           | ¿Esta atento o en frecuencia?                                 | QAP Departamento (Equivale a QRV y está reservado a servicio aeronáutico) |
| QRG    | Mi frecuencia es...                                    | ¿Cuál es su frecuencia?                                       | Tu QRG es 10.368 MHz.                                                     |
| QRJ    | estoy herido, mala frecuencia                          | ¿esta herido? ¿su señal es ilegible?                          | Señor QRJ, no se escucha.                                                 |
| QRK    | Su señal es ininteligible.                             | ¿Es mi señal inteligible?                                     | Tu transmisión es QRK.                                                    |
| QRL    | Esta frecuencia está ocupada.                          | ¿Esta frecuencia está ocupada?                                | Utilizada casi exclusivamente con código Morse.                           |
| QRM    | Interferencia artificial.                              | ¿Tiene interferencias?                                        | Hay otro QSO 2 kHz abajo que me produce mucho QRM.                        |
| QRN    | Ruido de electricidad estática o atmosférica.          | ¿Tiene problemas de estática?                                 | Hoy la banda está ruidosa; oigo mucho QRN.                                |
| QRO    | Aumente su potencia de emisión.                        | ¿Puede aumentar la potencia de emisión?                       | Necesito QRO cuando la propagación es mala.                               |
| QRP    | Disminuya su potencia de emisión.                      | ¿Puede disminuir su potencia de emisión?                      | Estoy usando un equipo QRP casero de 3 vatios.                            |
| QRQ    | Aumento la velocidad de transmisión.                   | ¿Puede aumentar la velocidad de transmisión?                  | Aumente su velocidad de transmisión.                                      |
| QRS    | Envío el código Morse más despacio.                    | ¿Puede enviar el código Morse más despacio?                   | PSE QRS (por favor, transmita mas despacio, soy novato en telegrafía).    |
| QRT    | Cese su transmisión.                                   | ¿Puede cesar su transmisión?                                  | Me ha encantado hablar contigo, pero quedó QRT para cenar.                |
| QRU    | Estado                                                 | ¿Cuál es su estado?                                           | Acá todo esta QRU positivo.                                               |
| QRV    | Estoy a la escucha o preparado para recibir.           | ¿Está Ud. a la escucha? ¿Está Ud. listo para recibir?         | ¿Estarás QRV en la próxima expedición?                                    |
| QRX    | Espere un momento, le llamaré nuevamente.              | ¿Puede Ud. esperar a ser llamado nuevamente?                  | Por favor QRX en... (hh/mm/ss).                                           |
| QRY    | Turno.                                                 | ¿Cuándo es su turno?                                          | ¿Cuándo es mi QRY?                                                        |
| QRZ    | Le llama ___ en ___ M/KHz                              | ¿Quién me llama?                                              | Le llama ... (en kHz (o MHz)).                                            |
| QSA    | Intensidad de señal.                                   | ¿Cuál es su intensidad de señal?                              | Tu QSA es 9+40.                                                           |
| QSB    | La señal se desvanece.                                 | ¿La señal se desvanece?                                       | Recibo tu señal con QSB.                                                  |
| QSK    | Puedo oir entre mi transmision (break-in)              | ¿Puede Ud. escuchar entre sus señales?                        | Mi emisora tiene QSK (full break-in)                                      |
| QSL    | Acuse de recibo. Confirmación de recepcion de mensaje. | ¿Acusa Ud. recibo?                                            | QSL a tu última transmisión.                                              |
| QSO    | Establecer conversación con...                         | ¿Puede Ud. establecer comunicación con...?                    | Por favor, haga Ud. QSO con (nombre o estación).                          |
| QSY    | Cambio / Cambie de frecuencia a...                     | ¿Podemos cambiar de frecuencia a...?                          | Haz QSY 5 kHz arriba.                                                     |
| QTA    | Cancelo Mensaje, anulo                                 | ¿Cancela mensaje, anula?                                      | QTA el procedimiento                                                      |
| QTC    | Tengo mensaje para terceros                            | ¿Tiene mensaje para terceros?                                 | Le envío QTC para... (Nombre o estación).                                 |
| QTH    | Posición geográfica o Ubicación                        | ¿Cuál es su posición o ubicación?                             | Mi QTH es Pilar, Ñeembucu.                                                |
| QTR    | Hora exacta.                                           | ¿Cuál es la hora exacta?                                      | QTR es 2000 Z.                                                            |